# Chiesa del Gesù (Ferrara)
La chiesa del Gesù si trova a Ferrara, in via Borgoleoni 56.

## Storia

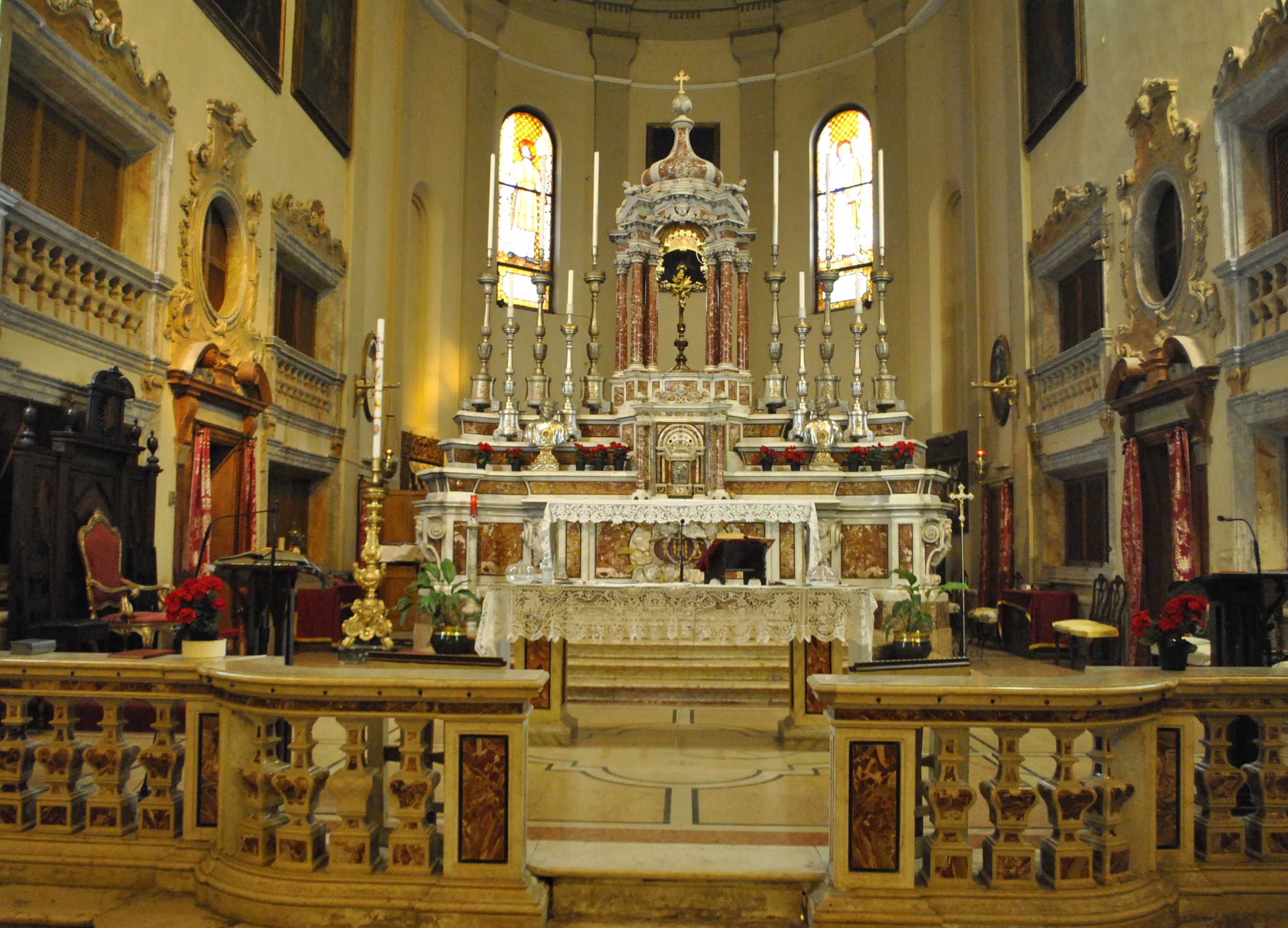
Interno

Venne edificata per i Padri Gesuiti nel 1570, su progetto di Alberto Schiatti o forse Giovanni Tristano. In seguito alla soppressione della Compagnia del Gesù, avvenuta nel 1773, la chiesa e il collegio furono affidati ai padri somaschi. Nel 1933 l'arcivescovo Ruggero Bovelli trasferì il Priorato di San Michele nella chiesa del Gesù. Quindi assunse il nome di San Michele nel Gesù. La chiesa fu danneggiata durante i bombardamenti del 1944. Nel 1986 la parrocchia modificò ancora una volta l'intitolazione passando da "San Michele nel Gesù" a quella attuale.

## Descrizione

### Esterno
L'austera facciata presenta il paramento in laterizio tipico dell'architettura ferrarese.

### Interno

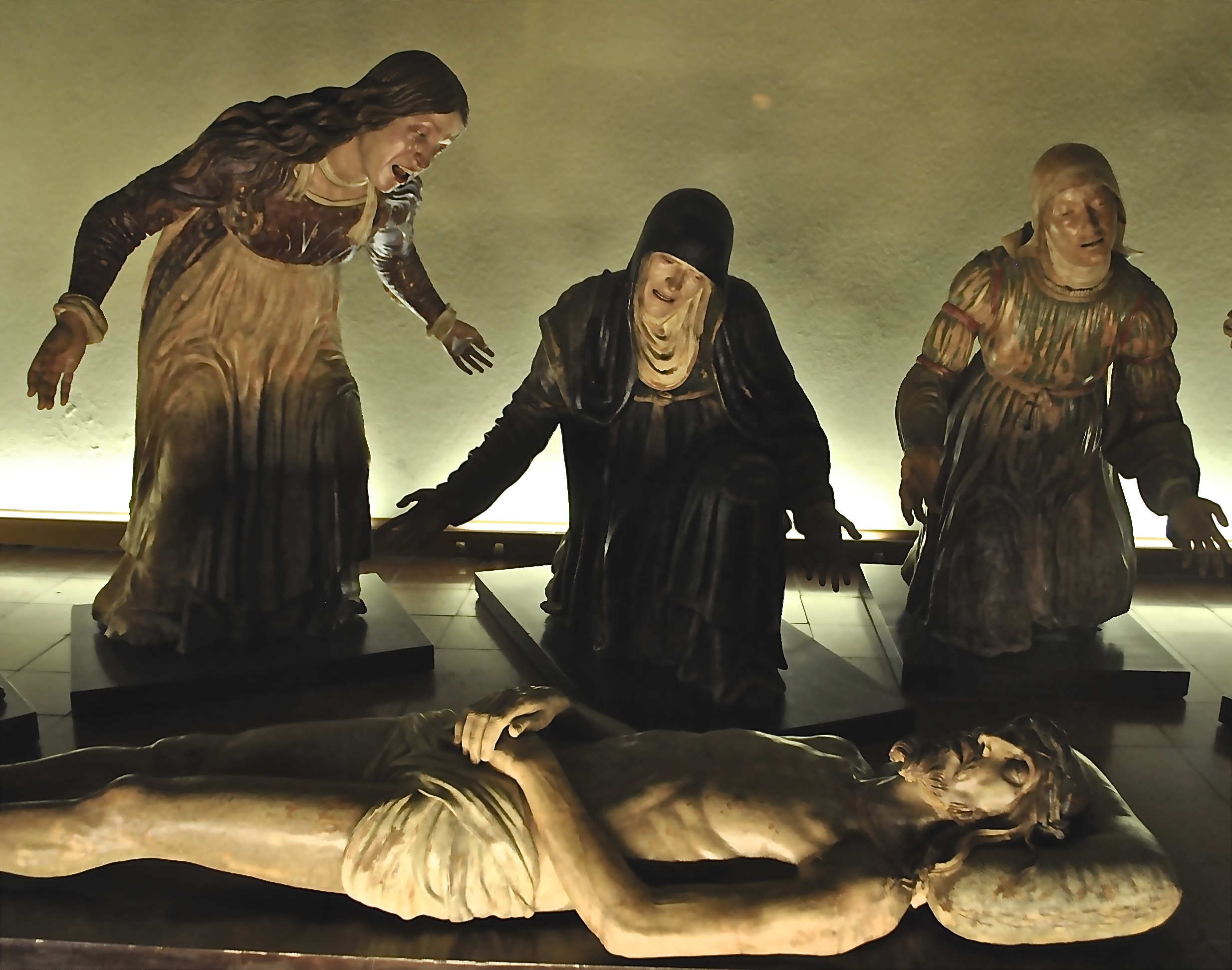
Guido Mazzoni, Compianto sul Cristo morto

L'interno è a navata unica e conserva alcune pregevoli opere d'arte, come l'Annunciazione del Bastarolo del (1585 ca.) situata nella prima cappella a destra. Le due pale del bolognese Giuseppe Maria Crespi raffiguranti la Comunione di san Stanislao Kostka alla presenza di san Luigi Gonzaga (1727) e il Miracolo di san Francesco Saverio (1729) sono visibili rispettivamente nella seconda e nella terza cappella a destra.
Alla sinistra dell'ingresso spicca il gruppo scultoreo quattrocentesco in terracotta policroma di Guido Mazzoni, rappresentante il Compianto sul Cristo morto, in origine collocato nella chiesa di Santa Maria della Rosa (danneggiata dai bombardamenti della seconda guerra mondiale e poi demolita negli anni Cinquanta). L'opera di Mazzoni nota anche con il nome in dialetto ferrarese Pianzun d'la Rosa, dopo la mostra del Rinascimento ferrarese del 1933, fu spostata nell'attuale sede ritenuta più prestigiosa.
Nella prima cappella di sinistra troviamo un'altra opera del Bastarolo il Dio Padre benedicente un tempo cimasa di una Crocifissione andata distrutta nel 1944. La cappella successiva ospita una pala dipinta da Giuseppe Ghedini con santi gesuitici: Miracolo di san Francesco Borgia e san Francesco Regis (1758).
Il monumento sepolcrale alla duchessa Barbara d'Austria, moglie di Alfonso II d'Este, deceduta nel 1572 si trova dietro l'altare maggiore. Il mausoleo fu terminato vent'anni dopo la sua morte ed è attribuito a Francesco Casella su disegno dell'umanista e antiquario di corte Pirro Ligorio.
Si conservano anche opere di Parolini.
Sopra l'ingresso principale in cantoria è collocato l'organo, costruito da Gianni Ferraresi nel 1976 (Opus VII), a trasmissione elettrica e con 25 registri.